# Rodacher Lateinschule

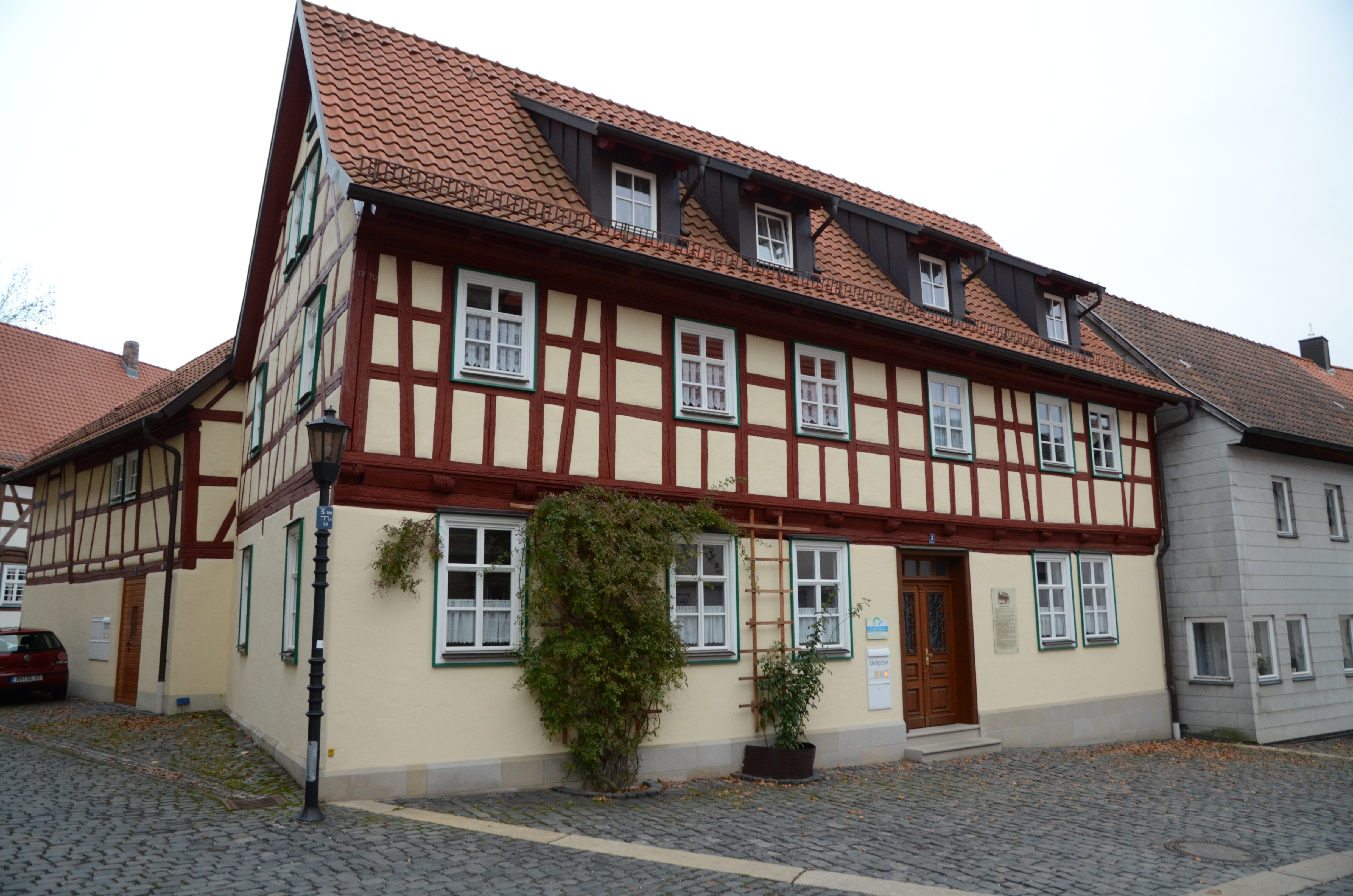
Fachwerkhaus Kirchgasse 3, in dem sich die Rodacher Lateinschule befand

Das Gebäude der Rodacher Lateinschule an der Kirchgasse 3 in Bad Rodach, einer Stadt im oberfränkischen Landkreis Coburg in Bayern, wurde im 17./18. Jahrhundert errichtet. Das Fachwerkhaus steht unter Denkmalschutz.
Der zweigeschossige Satteldachbau mit verputztem Erdgeschoss besitzt keinerlei Fachwerkverzierungen. Die Dachgauben stammen aus späterer Zeit.